# Qinhuangdao Jincheng Automobile Manufacture Company

Logo

Anderes Logo

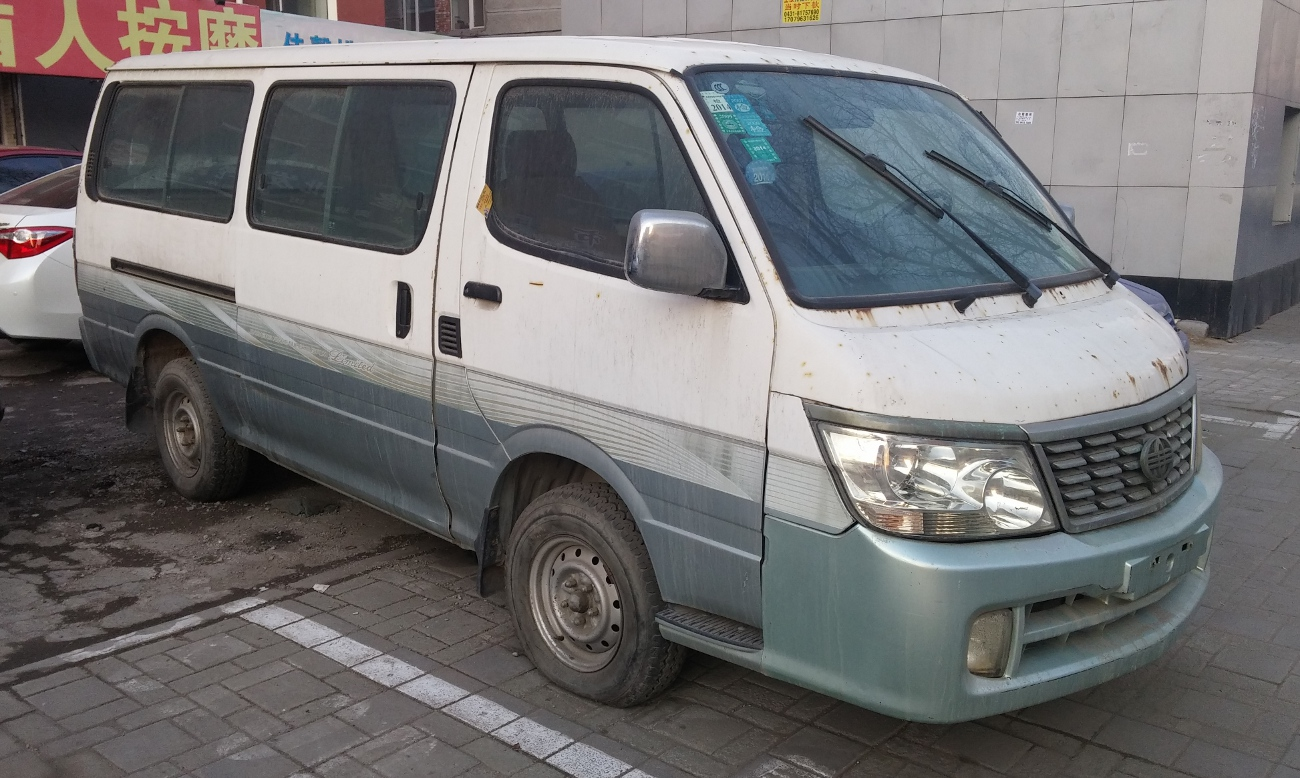
Jincheng GDQ 6480 A 2

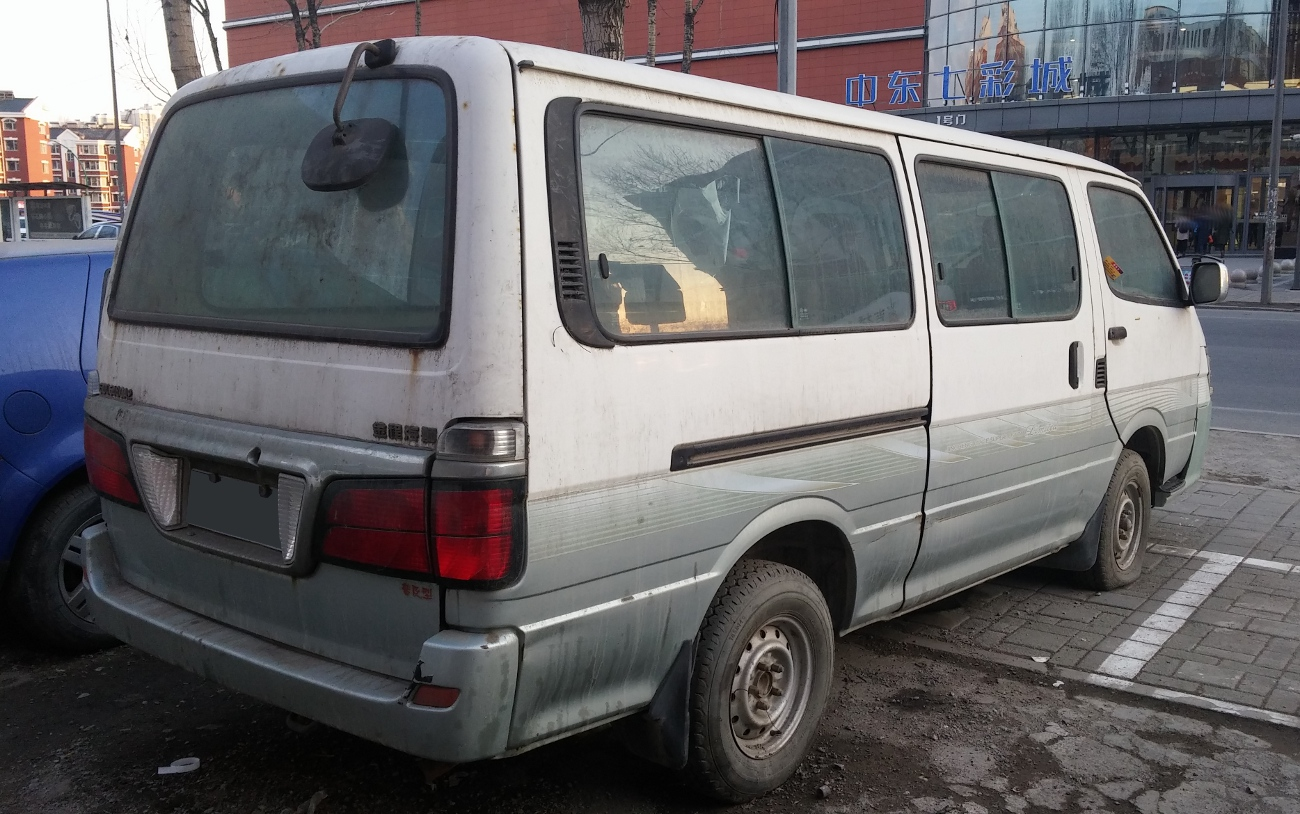
Heckansicht

Die Qinhuangdao Jincheng Automobile Manufacture Co Ltd war ein Automobilhersteller aus der Volksrepublik China. Eine andere Quelle verwendet die Schreibweise Qinghuangdao Jincheng Automobile Co. Ltd.

## Beschreibung
Das Unternehmen wurde 2001 in Qinhuangdao in der Provinz Hebei gegründet. Im gleichen Jahr begann die Produktion von Automobilen. Der Markenname lautete Jincheng. Für 2008 sind 292 Mitarbeiter überliefert. 2005 entstanden 2721 Fahrzeuge, im Folgejahr 1450 und im darauffolgenden Jahr 2000.
Am 7. März 2016 vermeldete Chinadaily.com.cn, dass die chinesische Regierung das Unternehmen aufgelöst hat.

## Fahrzeuge
Ab 2001 entstand der GDQ 6470. Er entsprach dem Mitsubishi Pajero. Er hatte einen Vierzylindermotor mit 2351 cm³ Hubraum und 95 kW Leistung.
Der GDQ 6488 war ein Nachbau des Honda CR-V. Sein Vierzylindermotor hatte 2237 cm³ Hubraum und 76 kW.
GDQ 6488 M und GDQ 6488 R werden als chinesische Standard-SUV bezeichnet. Sie hatten den gleichen Motor wie der normale GDQ 6488.
Der GDQ 1020 A 1 war ein Pick-up mit vier Türen. Genannt werden zwei verschiedene Vierzylindermotoren mit 1997 cm³ und 2237 cm³ Hubraum.